# لورا كارتر
لورا كارتر (بالإنجليزية: Laura Carter)‏ هي ممثلة بريطانية، ولدت في 13 سبتمبر 1985 في بينغلي ‏ في المملكة المتحدة.

## وصلات خارجية
- لورا كارتر على موقع IMDb (الإنجليزية)